# 河口乡 (顺平县)
河口乡，是中华人民共和国河北省保定市顺平县下辖的一个乡镇级行政单位。

## 行政区划
河口乡下辖以下地区：
东河口村、西河口村、北下邑村、中下邑村、南下邑村、康各庄村、马各庄村、北李各庄村、石门庄村、坛山村、大李各庄村、张各庄村、齐各庄村、候各庄村、源头村和柏山村。